# Гунар Бьорнстранд
Гунар Бьорнстранд (на шведски: Gunnar Björnstrand) е шведски актьор. 

## Биография
Той е роден на 13 ноември 1909 година в Стокхолм в семейството на актьор. Завършва актьорската школа на Кралския драматичен театър, след което играе в театъра, а от 40-те години и в киното. Придобива международна известност с участието си в множество филми на Ингмар Бергман през 50-те и 60-те години, сред които „Усмивки от една лятна нощ“ („Sommarnattens leende“, 1955), „Седмият печат“ („Det sjunde inseglet“, 1957) и „Поляната с дивите ягоди“ („Smultronstället“, 1957).
Гунар Бьорнстранд умира на 26 май 1986 година в Юршхолм.

## Избрана филмография
| година | филм                      | оригинално заглавие  | роля                     | режисьор       |
| ------ | ------------------------- | -------------------- | ------------------------ | -------------- |
| 1955   | Усмивки от една лятна нощ | Sommarnattens leende | Фредрик Егерман          | Ингмар Бергман |
| 1957   | Седмият печат             | Det sjunde inseglet  | Йонс                     | Ингмар Бергман |
| 1957   | Поляната с дивите ягоди   | Smultronstället      | Евалд Борг, сина на Исак | Ингмар Бергман |
| 1957   | Търси се вила за лятото   | Sommarnöje sökes     | адвокат Густаф Далстрьом | Хасе Екман     |
| 1958   | Мис Април                 | Fröken April         | Маркус Арвидсон          | Йоран Йентеле  |
| 1958   | Лицето                    | Ansiktet             | Доктор Вергерус          | Ингмар Бергман |
| 1960   | Окото на дявола           | Djävulens öga        | Разказвачът              | Ингмар Бергман |
| 1961   | Като в огледало           | Såsom i en spegel    | Давид                    | Ингмар Бергман |
| 1963   | Зимна светлина            | Nattvardsgästerna    | Томас Ериксон, пастор    | Ингмар Бергман |
| 1966   | Персона                   | Persona              | Господин Фоглер          | Ингмар Бергман |